# Люметь-Поле
 Люметь-Поле  — деревня в Яранском районе Кировской области в составе Никулятского сельского поселения.

## География
Расположена на расстоянии примерно 30 км на восток-юго-восток по прямой от районного центра города Яранск.

## История
Известна с 1873 года как починок с 11 дворами и 150 жителями, в 1905 дворов 36 и жителей 252, в 1926 65 и 292, в 1950 52 и 195, в 1989 73 жителями .

## Население
Постоянное население составляло 57 человек (мари 100%) в 2002 году, 30 в 2010.